# Extenze nohou

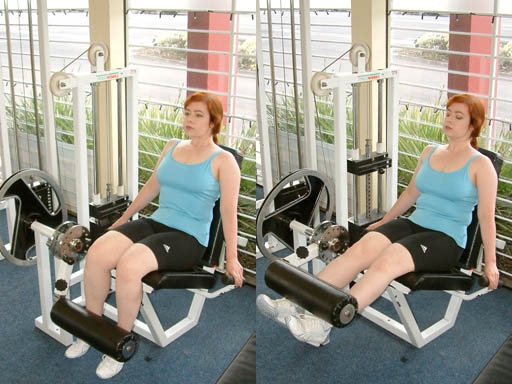
Extenze nohou

Extenze nohou nebo také předkopávání v sedě je odporový silový cvik pro posílení čtyřhlavého svalu v nohou. Cvičení se provádí na stroji  Leg Extension.

## Riziko zranění
Většina odborníků  radí, aby lidé nepoužívali izolovaně posilovací stroj v důsledku nepřirozeného tlaku, který  klade na kolena a kotníky. Pravidelné používání stroje může vést k trvalému poškození kolena.